# Essel (Kutenholz)
Essel (niederdeutsch Eßel) ist ein Ortsteil der Gemeinde Kutenholz im Landkreis Stade (Niedersachsen).
Überregional bekannt ist Essel für den Sportverein TSV Essel, dessen Faustballmannschaft der Frauen in der Hallensaison 2016/17 in der Bundesliga spielte.

## Geographie und Verkehrsanbindung

### Geographische Lage
Essel liegt auf der Stader Geest. Im Moor am Nordrand von Essel entspringen zwei Bäche, die in Oste und Schwinge münden. Durch den Ort selbst fließt die Otter, die ebenfalls in die Oste mündet. Zwischen den Ort und der Kreisgrenze zum Landkreis Rotenburg (Wümme) liegt das Waldgebiet Horner Holz.

### Nachbarorte
| Elm      |                                             | Mulsum     |
|          | Kompassrose, die auf Nachbargemeinden zeigt | Kutenholz  |
| Hesedorf |                                             | Sadersdorf |

### Verkehr
Essel liegt an der L 123, die im Nordosten über Kutenholz und Bargstedt an Harsefeld vorbei nach Horneburg und im Westen über Hesedorf nach Bremervörde zur Bundesstraße 71 läuft.
In Essel liegt ein Haltepunkt der Bahnstrecke Hesedorf–Stade, wo seit 1993 nur noch der touristische Moorexpress verkehrt.

## Geschichte

### Verwaltungsgeschichte
Vor 1852 gehörte Essel zur Börde Mulsum im Amt Harsefeld. Die Börde Mulsum wechselte 1852 zum Amt Stade, das 1859 im Amt Himmelpforten aufging. Nach 1885 gehörte Essel zum Kreis Stade, seit 1932 zum heutigen Landkreis Stade.
Vor 1972 gehörte Essel zur Samtgemeinde Kutenholz. Zum 1. Juli 1972 wurde im Zuge der Gebietsreform aus den alten Gemeinden Kutenholz, Mulsum, Aspe und Essel die neue Gemeinde Kutenholz gebildet.

### Einwohnerentwicklung
| Jahr | Einwohner            |
| ---- | -------------------- |
| 1824 | 11 Feuerstellen      |
| 1848 | 174 Leute, 26 Häuser |
| 1871 | 186 Leute, 29 Häuser |
| 1910 | 203                  |
| 1925 | 219                  |
| 1933 | 229                  |
| 1939 | 241                  |

### Religion
Essel ist evangelisch-lutherisch geprägt und gehört zum Kirchspiel der St.-Petri-Kirche in Mulsum.